# Industry (sèrie de televisió)
Industry és una sèrie de televisió britànica creada per Mickey Down i Konrad Kay, difosa a partir del 9 novembre de 2020 per HBO i del 10 de novembre per BBC Two. La primera temporada consta de 8 episodis i té confirmada la renovació de la segona temporada.

## Sinopsi
Cinc recent graduats lluiten per aconseguir un lloc de treball fix a Pierpoint & Co, un banc d’inversions de primer nivell a la City de Londres, però els límits entre companys, amants i enemics es difuminen a mesura que es submergeixen en una cultura d’empresa definida tant pel sexe, les drogues i l'ego, enmig de reunions de negocis i dividends. A mesura que avancen, els membres del grup han de decidir si la vida és més o menys important.
La candidata més prometedora i protagonista principal: Harper, interpretada per Myha’la Herrold, és una estatunidenca que es trasllada a Londres per la seva nova feina. Intel·ligent i amb ganes d’impressionar, Harper crida ràpidament l’atenció d’Eric (Ken Leung) i els dos formen una relació mentor-mentorada impulsada pel misteri. Eric sembla que és el cap dur, però s'insinua una realitat més complicada. La història de fons de Harper també està plena de secrets.

## Repartiment
- Myha'la Herrold: Harper Stern
- Marisa Abela: Yasmin Kara-Hanani
- David Jonsson: Gus Sackey
- Harry Lawtey: Robert Spearing
- Freya Mavor: Daria Greenock
- Conor MacNeill: Kenny Kilbane
- Ken Leung: Eric Tao
- Sagar Radia: Rishi Ramdani
- Will Tudor: Theo Tuck
- Priyanga Burford: Sara Dhadwal
- Caoilfhionn Dunne: Jackie Walsh
- Mark Dexter: Hilary Wyndham
- Ben Lloyd-Hughes: Greg Grayson
- Derek Riddell: Clement Cowan
- Jonathan Barnwell: Seb Oldroyd
- Nicholas Bishop: Maxim Alonso

## Capítols
La primera temporada de la sèrie consta de 8 episodis de 48 minuts cadascun.
El primer episodi el dirigeix Lena Dunham, la creadora i protagonista de Girls

### Primera temporada (2020)
| Episodi | Títol                 | Direcció       | Guió                                    |
| 1       | "Induction"           | Lena Dunham    | Mickey Down i Konrad Kay                |
| 2       | "Quiet and Nice"      | Tinge Krishnan | Mickey Down i Konrad Kay                |
| 3       | "Notting Hill"        | Tinge Krishnan | Sam H. Freeman                          |
| 4       | "Sesh"                | Ed Lilly       | Mickey Down i Konrad Kay                |
| 5       | "Learned Behaviour"   | Ed Lilly       | Mickey Down i Konrad Kay                |
| 6       | "Nutcracker"          | Tinge Krishnan | Kate Verghese, Mickey Down i Konrad Kay |
| 7       | "Pre-Crisis Activity" | Mary Nighy     | Mickey Down i Konrad Kay                |
| 8       | "Reduction in Force"  | Ed Lilly       | Mickey Down i Konrad Kay                |

Al desembre de 2020 es va anunciar que s'havia tancat una segona temporada de la sèrie.

## Al voltant de la sèrie
Una producció de l’HBO i la BBC Two, on els creadors de la sèrie, Mickey Down i Konrad Kay, es van inspirar en la seva experiència prèvia en un banc d’inversions. Tots dos es van conèixer a la Universitat i va ser quan estaven treballant en un altre projecte a la productora Bad Wolf quan la seva directora executiva, Jane Tranter, els va descobrir i els va encarregar el projecte basat en les seves experiències. Aquest coneixement des de dins els ha portat a un repartiment més divers del que sovint és retratada una indústria financera.
Tot i venir del món financer també van recórrer a un consultor de Morgan Stanley per assegurar-se que el diàleg de l'argot empresarial fos acurat.
Els papers dels sèniors del banc els protagonitzen Priyanga Burford (també amb un paper protagonista a la sèrie Press), una de les màximes dirigents de Pierpoint, o Ken Leung (un dels protagonistes a Lost) que fa d’Eric, un despietat director general de vendes.
Encara que la sèrie està ambientada a Londres, la productora Bad Wolf va gravar la sèrie a Cardiff, Gal·les, als estudis Pinewood, que també s'han utilitzat per a sèries britàniques populars com Doctor Who i Sex Education.

### Crítiques
A l'agregador Rotten Tomatoes, Industry obté un 75% d'aprovació global per part dels crítics, basat en 36 valoracions i un 68% pel que fa a l'audiència.
Per Ben Travers, en la seva ressenya a Indiewire Industry té un ritme natural i relaxat. Amb un aire elegant, com una "Margin Call" britànica, i amb un repartiment més que capaç per desenvolupar el guió. Els joves actors i actrius Marisa Abela (Yasmin), Myha’la Herrold (Harper), David Jonsson (Gus) i Harry Lawtey (Robert) no havien tingut encara una carrera molt destacada, però resulten molt creïbles en els seus papers de joves sense escrúpols, amb una vida absolutament desordenada personalment i familiarment ho destaca Joan Maria Morros, de RAC1.
Un dels seus punts forts més importants és que no intenta explicar exactament el que signifiquen tots aquests números intermitents a les pantalles dels seus protagonistes, tot i que mostra la devastació que poden causar. Un mal dia a l’oficina aquí pot significar perdre la feina, o molt pitjor, segons la crítica de Hannah J Davies a The Guardian.